# مسجد نغارا
مسجد نغرا، الواقع بكوالالمبور، هو مسجد وطني ماليزي تصل طاقته الاستيعابية 15.000 مصل، ويعتبر واحداً من أكبر مساجد جنوب شرق آسيا. بني سنة 1965 وتم تجديده في 1987.
يجمع بين المعمار الإسلامي التقليدي بالوسائل الحديثة، الرسم التصميم كان لمجموعة متكونة من ثلاثة أشخاص في مجال الأشغال العمومية هم المهندس المعماري الإنجليزي هوارد أشلي والماليزيان هشام البكري وبحرالدين قاسم.